# Vụ nổ đường ống Tlahuelilpan
Vào ngày 18 tháng 1 năm 2019, một đường ống vận chuyển nhiên liệu đã phát nổ tại thị trấn Tlahuelilpan, ngoại ô Hidalgo, gần Mexico City. Vụ nổ đã giết chết ít nhất 66 người và làm bị thương hơn 71 người khác. Chính quyền México đổ lỗi cho những kẻ trộm nhiên liệu, những người được nhìn thấy trước đó khai thác trái phép đường ống.

## Bối cảnh
Mexico trong quá khứ gần đây phải đối mặt với tỷ lệ tội phạm gia tăng liên quan đến trộm cắp nhiên liệu từ các đường ống thuộc sở hữu của PEMEX.. Nhiên liệu khai thác bất hợp pháp tại địa phương được gọi là huachicol sau đó được bán và doanh thu thu được sử dụng để tài trợ cho các hoạt động tội phạm khác trong nước. Vào giữa năm 2018, tốc độ đục lỗ đường ống hiện đã tăng đáng kể với hơn 40 lỗ đục mỗi ngày, so với 28 lỗ mỗi ngày, vào năm 2017. Do sự gia tăng của hành vi trộm cắp nhiên liệu, chính phủ Mexico đã bị ép buộc để chi khoảng 3 tỷ đô la Mỹ cho việc sửa chữa và bảo trì đường ống hàng năm.

## Diễn biến
Vụ nổ xảy ra chiều 18 tháng 1 năm 2019 khi nhiều người dân đang dùng xô và can nhựa lấy trộm xăng từ ống dẫn bị rò rỉ."Đây là khu vực chuyên dùng để đánh cắp nhiên liệu, chính quyền địa phương biết về nó từ trước".
Lực lượng chữa cháy và cứu thương đã được triển khai tới hiện trường. Tổng thống Mexico Andrés Manuel López Obrador bày tỏ sự đau buồn trước thảm kịch, kêu gọi chính phủ trợ giúp những người bị ảnh hưởng tại Tlahuelilpan.